# Tamand
Tamanden (Anas platyrhynchos domesticus) er en underart af gråand, der er blevet tæmmet og opdrættet til kød og æg. Nogle få holdes til udstilling, som kæledyr eller for deres prydværdi. Næsten alle varianter af tamænder, bortset fra den tamme moskusand (Cairina moschata domestica), stammer fra gråanden, som blev tæmmet i Kina omkring 2000 f.Kr.
Andeavl er forenklet af deres pålidelige flokadfærd og deres evne til at fouragere effektivt for sig selv. Over 80 % af den globale andeproduktion er i Kina. Racer som pekingand er opdrættet til kød, mens den produktive indisk løbeand kan producere over 300 æg om året. I Øst- og Sydøstasien praktiseres polykulturer såsom ris- og andeavl i vid udstrækning: Ænderne hjælper risen med gødning og ved at spise små skadedyr, så det samme land producerer ris og ænder på én gang. Flere tamanderacer er faktisk opdrættet til at spise snegle, snegleæg og andre skadedyr. Ænderne drives i store flokke på 1.000-10.000 ænder via pramme og lastbiler ud i plantager og på høstede marker, hvor de "tømmer" dem for skadedyr.
I kulturen optræder ænder i børnehistorier såsom The Tale of Jemima Puddle-Duck og i Sergei Prokofjevs musikalske komposition Peter og ulven; de har optrådt i kunsten siden det gamle Ægyptens tid, hvor de fungerede som et frugtbarhedssymbol.